# Metopelloides zernovi
Metopelloides zernovi är en kräftdjursart. Metopelloides zernovi ingår i släktet Metopelloides och familjen Stenothoidae. Inga underarter finns listade i Catalogue of Life.